# Награди „Оскар“ (69-а церемония)
Шестдесет и деветата церемония по връчване на филмовите награди „Оскар“ се провежда на 24 март 1997 година. На нея се връчват призове за най-добри постижения във филмовото изкуство за предходната 1996 година. Събитието се провежда в Шрайн Аудиториум, Лос Анджелис, Калифорния. Като водещ на представлението се завръща актьорът Били Кристъл.
През тази година се наблюдава тенденция към доминиране на филми, всред номинираните, реализирани от студия извън Холивуд.
Големият победител на вечерта е романтичната военна драма „Английският пациент“, на режисьора Антъни Мингела, с номинации за отличието в цели 12 категории, печелейки 9 от тях.
Сред останалите основни заглавия са провинциалната криминална драма „Фарго“ на братята Коен, драматичната музикална биография „Блясък“ на Скот Хикс, спортния романс „Джери Магуайър“ на Камерън Кроу, филмираният мюзикъл „Евита“ на Алън Паркър и британската драма „Тайни и лъжи“ на Майк Ли.
Французойката Жулиет Бинош е изненадата на церемонията, печелейки статуетката за поддържаща женска роля, вместо сочената за уж безспорен фаворит Лорън Бекол.

## Филми с множество номинации и награди
| Долуизброените филми получават повече от 2 номинации в различните категории за настоящата церемония: - 12 номинации: Английският пациент - 7 номинации: Фарго, Блясък - 5 номинации: Евита, Джери Магуайър, Тайни и лъжи - 4 номинации: Хамлет | Долуизброените филми получават повече от 1 награда „Оскар“ на настоящата церемония: - 5 статуетки: Английският пациент - 2 статуетки: Фарго |

## Номинации и награди
Долната таблица показва номинациите за наградите в основните категории. Победителите са изписани на първо място с удебелен шрифт.
| Най-добър филм | Най-добър режисьор |
| --- | --- |
| - Английският пациент - Фарго - Джери Магуайър - Тайни и лъжи - Блясък                                                                                          | - Антъни Мингела – Английският пациент - Джоуел Коен – Фарго - Скот Хикс – Блясък - Милош Форман – Народът срещу Лари Флинт - Майк Ли – Тайни и лъжи                                   |
| Най-добра мъжка роля | Най-добра женска роля |
| - Джефри Ръш – Блясък - Том Круз – Джери Магуайър - Ралф Файнс – Английският пациент - Уди Харелсън – Народът срещу Лари Флинт - Били Боб Торнтън – Бръсначът   | - Франсис Макдорманд – Фарго - Бренда Блетин – Тайни и лъжи - Даян Кийтън – Стаята на Марвин - Кристин Скот Томас – Английският пациент - Емили Уотсън – Порейки вълните               |
| Най-добра поддържаща мъжка роля | Най-добра поддържаща женска роля |
| - Куба Гудинг Джуниър – Джери Магуайър - Уилям Мейси – Фарго - Армин Мюлер-Щал – Блясък - Едуард Нортън – Първичен страх - Джеймс Уудс – Призраците на Мисисипи | - Жулиет Бинош – Английският пациент - Джоан Алън – Лов на вещици - Лорен Бекол – Огледалото има две страни - Барбара Хърши – Портрет на една дама - Мариан Жан-Баптист – Тайни и лъжи |
| Най-добър оригинален сценарий | Най-добър адаптиран сценарий |
| - Фарго – братята Коен - Джери Магуайър – Камерън Кроу - Самотна звезда – Джон Сейлс - Тайни и лъжи – Майк Ли - Блясък – Ян Сарди и Скот Хикс                   | - Бръсначът – Били Боб Торнтън - Лов на вещици – Артър Милър - Английският пациент – Антъни Мингела - Хамлет – Кенет Брана - Трейнспотинг – Джон Ходж                                  |
| Най-добра кинематография (операторско майсторство) | Най-добър чуждоезичен филм |
| - Английският пациент – Джон Сийл - Евита – Darius Khondji - Фарго – Роджър Дийкинс - Полет към дома – Кейлиб Дешанел - Майкъл Колинс – Крис Менгес             | - Коля (Чехословакия) - Кавказки пленник (Русия) - Хиляда и една рецепти на влюбения кулинар (Грузия) - Присмех (Франция) - Другата страна на неделята (Норвегия)                      |

## Галерия
| Джефри Ръш „Оскар“ за главна мъжка роля | Франсис Макдорманд „Оскар“ за главна женска роля | Куба Гудинг Джуниър „Оскар“ за поддържаща мъжка роля | Жулиет Бинош „Оскар“ за поддържаща женска роля |
| --------------------------------------- | ------------------------------------------------ | ---------------------------------------------------- | ---------------------------------------------- |
|                                         |                                                  |                                                      |                                                |